# Macarisia pyramidata
Macarisia pyramidata là một loài thực vật có hoa trong họ Rhizophoraceae. Loài này được Thouars mô tả khoa học đầu tiên năm 1806.